# 大小磨刀

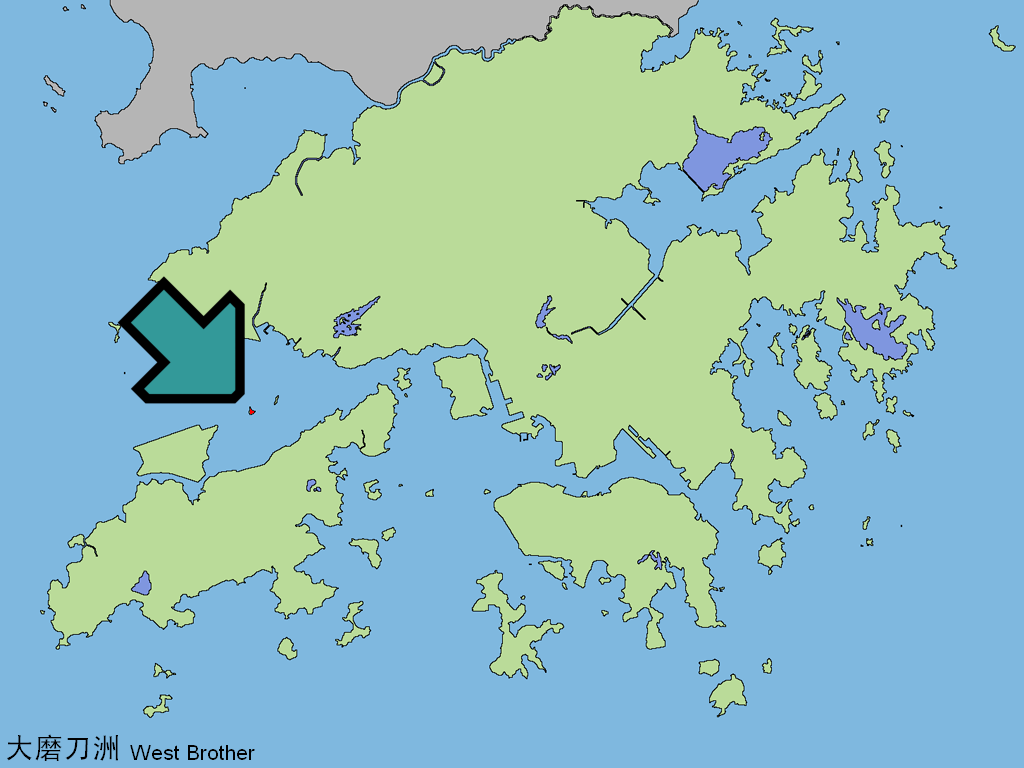
香港における大磨刀の位置を矢印で示した地図。小磨刀は、その東隣の島。

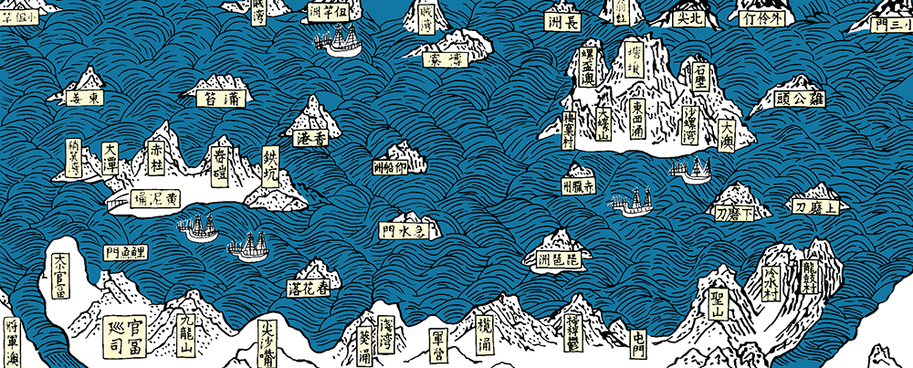
1595年（明朝萬暦二十三年）『粤大記』「広東沿海図」部分。図の上方向が南、左方向が東。図の右手中断に、「下磨刀」、「上磨刀」と（右から左へ）記されている。

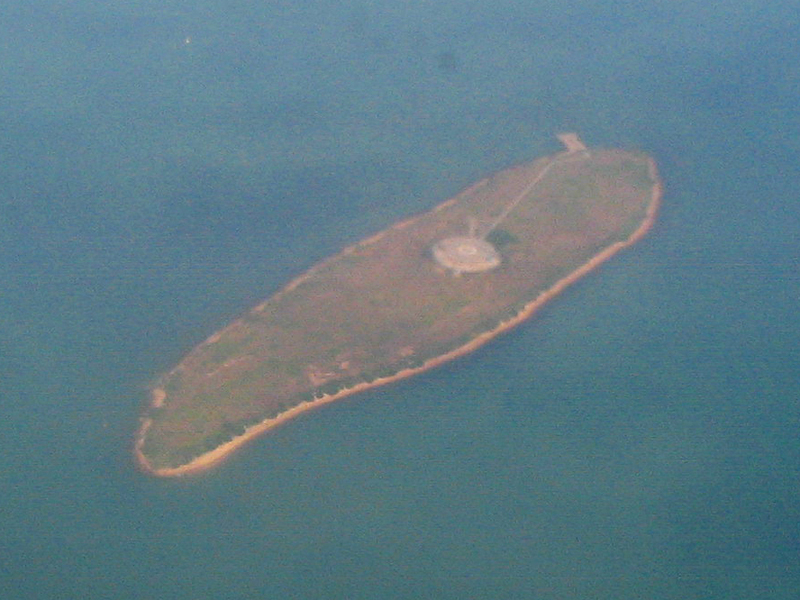
小磨刀洲。VOR/DMEが見える。

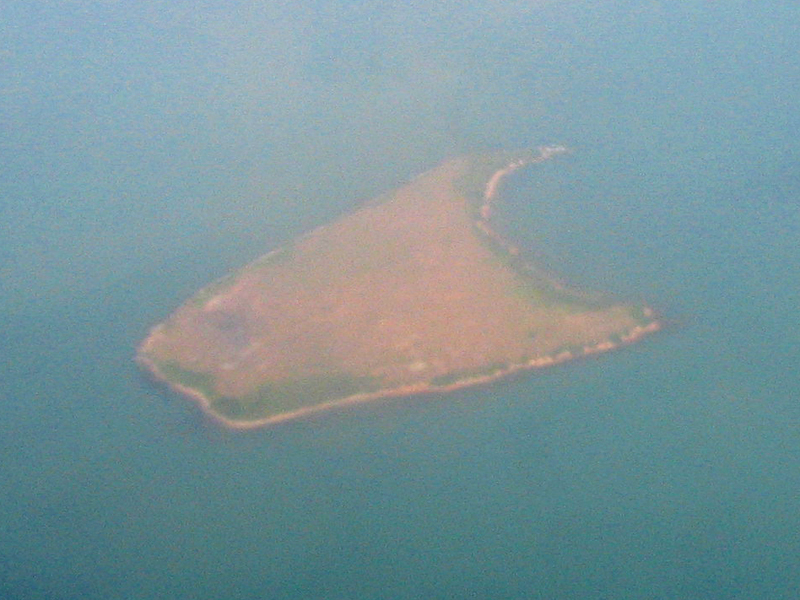
大磨刀洲。

大小磨刀（だいしょうまとう、英語: The Brothers、Tai Siu Mo To、Da Siu Mo To）は、香港の龍鼓水道に位置する島々。大小磨刀洲（だいしょうまとうす、Tai Siu Mo To Chau）、磨刀洲（まとうす、Mo To Chau）ともいい、香港のランタオ島（大嶼山）の北側にある3つの小島、すなわち大磨刀（だいまとう、英語: West Brother、Tai Mo To）、小磨刀（しょうまとう、英語: East Brother、Siu Mo To）と、匙羹洲（しかんす、英語: Tsz Kan Chau）の総称。
大磨刀洲には、かつてはグラファイト（石墨）の採掘場「五福礦場」があった。グラファイトの採掘が行われたのは、1952年から1971年にかけてであった。1964年の時点で、採掘は海面下90mの深さに及んでいた。
小磨刀洲には、航空管制関係の施設である超短波全方向式無線標識 (VOR)/距離測定装置 (DME) が設けられている。
1990年代、香港の赤鱲角に香港国際空港が新設された際、大小磨刀は飛行機の離着陸の障害とならないよう、平坦に削られた。その土砂を使って空港用地の埋立地が造成された。平坦に削られる前には、大磨刀は標高68m、小磨刀は標高63mであった。現在の大小磨刀は、いずれも居住者のいない無人島であり、公共のヘリコプター発着所と、小規模な気象観測施設、航空管制関係の施設だけが設けられている。
2007年3月、食物環境衛生署が、塔門洲の東側、東龍洲の東側、大小磨刀の東側、西博寮海峡の南側に、合わせて4か所の「海葬区」（海洋散骨のための海域）を設定した。このうち大小磨刀については、事前に知らされていなかった屯門区議会から猛烈な反対を受けたため、当局は、当面の間この海域を海葬場とすることを止め、新たな場所を選び直すこととなった。
2016年12月30日、この一帯は、海岸公園に指定され、大小磨刀海岸公園となった。一帯の海域は、シナウスイロイルカ（中華白海豚）の生息地として知られている。

## おもな事故
- 1908年7月27日 - 香港台風（英語版）による英京号 (SS Ying King) 沈没事故（死者421人、生存者42人[12][13]）
- 1944年12月24日 - 嶺南丸事件（死者349人、生存者23人[14][15]）
- 2008年3月22日 - 龍鼓水道衝突事故（中国語版）（死者18人、生存者7人）